# إدي تومسون
إدي تومسون (27 فبراير 1907 في المملكة المتحدة - 18 مارس 1982 في المملكة المتحدة) (بالإنجليزية: Eddie Thompson)‏ هو لاعب كريكت بريطاني (وحمل سابقاً جنسية المملكة المتحدة لبريطانيا العظمى وأيرلندا). لعب مع نادي مقاطعة ساسكس للكريكت ‏.

## وصلات خارجية
- إدي تومسون على موقع إي آس بي آن كريك إنفو (الإنجليزية)